# ۱۳۳۹ (میلادی)
۱۳۳۹ (میلادی) هزار و سیصد و سی و نهمین سال تقویم میلادی است.

## درگذشتگان
‎